# Vulpes vulpes daurica
Vulpes vulpes daurica es una subespecie de  mamíferos carnívoros  de la familia Canidae.

## Distribución geográfica
Se encuentra en Siberia.